# Union State Records
Union State Records ist ein Independent-Rocklabel aus Hollywood/Kalifornien, das von John Scott gegründet wurde.
Das Label wird unterstützt von den Produzenten Jason Arnold, Jean-Yves Ducornet und Wendy Waldman.
Bei Union State Records stehen Bands unter Vertrag, die besonderen Wert auf das Songwriting und Live-Auftritte legen. Die bekannteste Band, die bei Union State unter Vertrag steht, ist Hypnogaja. Deren Songs verkaufen sich weltweit und bereits mehrere Songs der Band wurden in mehrere Soundtracks aufgenommen. Darunter sind zum Beispiel Schrei, wenn du kannst, Carrie und Devil May Cry.
Die Songs stehen unter Lizenz von Pen Music Group.

## Bands und Sänger
- Hypnogaja
- DJ ShyBoy
- Sammy Allen
- Shotgun Radio

## Produzenten
- Jason Arnold (auch Sänger und DJ)
- Jean-Yves Ducornet, genannt „Jeeve“ (ehemaliger Bassist von Hypnogaja)
- Wendy Waldman
- Leticia Ascencio
- John Scott (Labelgründer)
- Mark Nubar Donikian (Musiker bei Hypnogaja)
- Armanda Cee